# Queen on Fire – Live at the Bowl
Queen on Fire – Live at the Bowl é o quinto álbum ao vivo da banda britânica de rock Queen, lançado em 2004. O disco foi gravado durante a turnê do álbum Hot Space, em 1982.
Contém vários sucessos dos Queen, entre eles "We Will Rock You" e "We Are The Champions". Esta fase é marcada por várias mudanças. A inclusão definitiva de sintetizadores e bateria eletrônica nos álbuns e shows, além de um estilo bem diferente adotado nos anos 70.

## Faixas

### Disco 1
1. "Flash"
2. "The Hero"
3. "We Will Rock You" (Fast)
4. "Action This Day"
5. "Play The Game"
6. "Staying Power"
7. "Somebody To Love"
8. "Now I'm Here"
9. "Dragon Attack"
10. "Now I'm Here" (Reprise)
11. "Love Of My Life"
12. "Save Me"
13. "Back Chat"

### Disco 2
1. "Get Down, Make Love"
2. "Guitar Solo"
3. "Under Pressure"
4. "Fat Bottomed Girls"
5. "Crazy Little Thing Called Love"
6. "Bohemian Rhapsody"
7. "Tie Your Mother Down"
8. "Another One Bites The Dust"
9. "Sheer Heart Attack"
10. "We Will Rock You"
11. "We Are The Champions"
12. "God Save The Queen"

## DVD bónus
- MK Bowl - entrevista
- Freddie Mercury - entrevista
- Brian May e Roger Taylor - entrevista
- Músicas do concerto em Viena, Áustria em 12 de Maio de 1982
  1. "Another One Bites The Dust"
  2. "We Will Rock You"
  3. "We Are The Champions"
  4. "God Save The Queen"
- Músicas do concerto em Tóquio, Japão em 3 de Novembro de 1982
  1. "Flash"
  2. "The Hero"
  3. "Now I'm Here"
  4. "Impromptu"
  5. "Put Out The Fire"
  6. "Dragon Attack"
  7. "Now I'm Here" (Reprise)
  8. "Crazy Little Thing Called Love"
  9. "Teo Torriatte (Let Us Cling Together)"